# Ochropleura rufescens
Ochropleura rufescens là một loài bướm đêm trong họ Noctuidae.